# 포스테 이탈리아네
포스테 이탈리아네(이탈리아어: Poste Italiane; 영어: Italian Post; PT)는 이탈리아 우편 서비스 제공업체이다. 우편 서비스를 제공하는 것 외에도 이탈리아 우편 그룹(Italian Post Group)은 이탈리아 전역에서 통신, 우편 저축 상품, 물류, 금융 및 보험 서비스를 제공한다.

## 같이 보기
- c/o